# Наталія Коженова
Наталія Коженова — українська актриса і модель, яка переважно працює в Боллівуді.

## Біографія
Наталія Коженова народилася в Рівному, змалку захоплювалася індійською культурою. Через важкі життєві обставини була змушена поїхати на заробітку в Італію, де працювала барменшею, а згодом — моделлю. Згодом Наталія переїхала до Індії, де знялася в низці індійських фільмів.
Дебютним фільмом для Наталії став «Пляж Анджуна», де вона зіграла Скарлет Кілінг — британську дівчину, яка була вбита в Гоа.

## Фільмографія

### Кінематограф
| Рік  |    | Українська назва              | Оригінальна назва             | Роль    |
| ---- | -- | ----------------------------- | ----------------------------- | ------- |
| 2009 | ф  | Перемога                      | італ. Vincere                 | черниця |
| 2010 | ф  | Знайшли нареченого            | гінді दूल्हा मिल गया               |         |
| 2010 | ф  | Кохання неможливе             | гінді प्यार इम्पॉसिबल!             |         |
| 2010 | ф  | Дорогий гість, коли ти підеш? | гінді अतिथि तुम कब जाओगे?          |         |
| 2012 | ф  | Пляж Анджуна                  | англ. Anjuna Beach            |         |
| 2012 | ф  | Придорожня різанина           | англ. Roadside Massacre       |         |
| 2012 | ф  | Сім ночей Шобни               | англ. Shobhna's Seven Nights  | Алекс   |
| 2013 | ф  | Супер модель                  |                               | Роузі   |
| 2015 | ф  | Кого-кого я повинен любити?   | гінді किस किसको प्यार करूँ           | Лілі    |
| 2015 | ф  |                               | англ. Tere Jism Se Jaan Tak   | Боббі   |
| 2017 | ф  | Любов проти гангстера         | англ. Love vs Gangster        |         |
| 2017 | ф  | Дверний дзвінок               | англ. Door Bell               |         |
| 2020 | кф |                               | англ. Saath Tumhara           |         |
| 2020 | ф  | Калеб                         | англ. Caleb                   |         |
| 2020 | тф |                               | англ. David Mental Hai Kya?   |         |
| 2021 | ф  | Злі мерці повертаються        | англ. Evil Dead Is Back       |         |
| 2021 | кф | Фотосесія                     | англ. Photoshoot              |         |
| 2022 | кф |                               | англ. Tharo Pole Maro Hole    |         |
| 2022 | ф  | RRR                           | тел. రౌద్రం రణం రుధిరం               | Сюзан   |
| 2023 | ф  | Спати з ворогом               | англ. Sleeping with The Enemy |         |
| 2023 | кф | Її історія                    | англ. Her Story               |         |
| 2024 | ф  |                               | англ. Bhanumati               |         |

### Телебачення
| Рік       |   | Українська назва | Оригінальна назва  | Роль             |
| --------- | - | ---------------- | ------------------ | ---------------- |
| 2020—2020 | с | Брудні розмови   | гінді गंदी बात        | Крісті / 1 серія |
| 2020—2021 | с | П'ять як ті ж    | англ. Five as Same | Наташа / 1 серія |
| 2020—2021 | с |                  | англ. Ghanti Bajao |                  |
| 2021—2022 | с |                  | англ. Daasi        |                  |